# Cursus honorum
Cursus honorum (termenul latin pentru „scara onorurilor”) reprezenta idealul vieții politico-sociale a oricărui cetățean roman din Roma republicană. În mod concret, însemna ierarhia funcțiilor publice (magistraturi) pe care le puteau deține cetățenii.
Ierarhia funcțiilor pe care trebuia să o urce un senator în timpul Republicii în încercarea de a obține funcția de consul era supusă unui număr de legi organizatorice (de exemplu Lex Villia din 180 î.Hr. și Lex Cornelia a lui Sulla), care stabileau intervale între funcții precum și ordinea corespunzătoare pentru deținerea lor.
În timpul Principatului, cursus-ul a rămas același, deși avansarea pe treptele sale era influențată de favorurile imperiale (sau de lipsa lor) și de numărul de copii legitimi. Iată principalele funcții în perioada Principatului (și vârsta de la care puteau fi deținute):
| Cursus honorum                           | Cursus honorum      |
| Funcția                                  | Vârsta minimă (ani) |
| ---------------------------------------- | ------------------- |
| Vigintivirat (format din 20 de persoane) | 18                  |
| Tribun militar                           | 21-25               |
| Chestor                                  | 25                  |
| Tribun al plebeilor (adesea omisă)       |                     |
| Edil (adesea omisă)                      |                     |
| Pretor                                   | 30-35               |
| Comandant de legiune (legatus legionis)  | 30                  |
| Consul                                   | 37                  |
| Proconsul sau legatus Augusti            | 38                  |